# Aladdin (Wyoming)
Aladdin è una borgata (hamlet) di 30 acri nella parte orientale della contea di Crook, Wyoming, Stati Uniti. Si trova all'incrocio tra la WYO 24 e la WYO 111 a nord-est della città di Sundance, il capoluogo della contea di Crook. La sua altitudine è di 3 688 piedi (1 124 m). Anche se Aladdin non è incorporata, ha un ufficio postale, con lo ZIP code 82710; l'ufficio postale si trova nel negozio di alimentari della città, creato nel 1896, che funge da commissariato per i lavoratori locali del carbone.
Nel luglio 2014, la famiglia Brangle, proprietaria della città, annunciò che era in vendita: nel prezzo di 1,5 milioni di dollari sono inclusi il negozio di alimentari, un bar, la casa con quattro camere da letto della famiglia e il campo caravan della città (esclusi i caravan). Dopo che la città non riuscì ad essere venduta al prezzo richiesto, Rick Brangle decise di vendere la città all'asta. L'asta si è svolta il 2 giugno 2017, e la città è stata venduta a Maynard e Lee Rude per $490.000.
L'educazione pubblica nella comunità di Aladdin è fornita dal Crook County School District #1. Il censimento degli Stati Uniti del 2009 riportava che c'erano 15 abitanti e cinque famiglie nella comunità, giù dal picco di 200 abitanti durante l'estrazione del carbone.
Secondo il sistema di classificazione dei climi di Köppen, Aladdin ha un clima semi-arido.